# Beautiful Garbage
Beautiful Garbage (uneori scris beautifulgarbage) este cel de-al treilea album de studio al formației de rock alternativ Garbage. Albumul a fost lansat pe 1 octombrie 2001 la casele de discuri Mushroom Records (Marea Britanie) și Interscope (America de Nord).
Piesele lansate ca single au fost "Androgyny", "Cherry Lips (Go Baby Go!)", "Breaking Up the Girl" și "Shut Your Mouth".

## Conținut
Toate piesele au fost compuse de Garbage.
Ediția standard
1. "Shut Your Mouth" – 3:26
2. "Androgyny" – 3:10
3. "Can't Cry These Tears" – 4:16
4. "Til the Day I Die" – 3:28
5. "Cup of Coffee" – 4:31
6. "Silence Is Golden" – 3:50
7. "Cherry Lips (Go Baby Go!)" – 3:12
8. "Breaking Up the Girl" – 3:33
9. "Drive You Home" – 3:58
10. "Parade" – 4:07
11. "Nobody Loves You" – 5:08
12. "Untouchable" – 4:03
13. "So Like a Rose" – 6:19

Multimedia bonus
1. Beautiful Garbage mixer

Piese bonus la ediția japoneză
1. "Begging Bone" – 4:50
2. "The World Is Not Enough" – 3:56 (Don Black, David Arnold)